# Coralliocaris venusta
Coralliocaris venusta är en kräftdjursart som beskrevs av Kemp 1922. Coralliocaris venusta ingår i släktet Coralliocaris och familjen Palaemonidae. Inga underarter finns listade i Catalogue of Life.